# Pseudopoda
Genre
Pseudopoda est un genre d'araignées aranéomorphes de la famille des Sparassidae.

## Distribution
Les espèces de ce genre se rencontrent en Asie.

## Liste des espèces
Selon World Spider Catalog (version 26, 04/05/2025) :
- Pseudopoda abnormis Jäger, 2001
- Pseudopoda acris Zhang, Jäger & Liu, 2023
- Pseudopoda acuminata F. Zhang, B. S. Zhang & Z. S. Zhang, 2013
- Pseudopoda acutiformis Zhang, Jäger & Liu, 2023
- Pseudopoda akashi (Sethi & Tikader, 1988)
- Pseudopoda albolineata Jäger, 2001
- Pseudopoda albonotata Jäger, 2001
- Pseudopoda aliena Zhang, Jäger & Liu, 2023
- Pseudopoda allantoides Zhang, Jäger & Liu, 2023
- Pseudopoda alta Jäger, 2001
- Pseudopoda amelia Jäger & Vedel, 2007
- Pseudopoda amphitropa Zhang, Jäger & Liu, 2023
- Pseudopoda anfracta Zhang, Jäger & Liu, 2023
- Pseudopoda anguilliformis Zhang, Jäger & Liu, 2017
- Pseudopoda apiculiformis Zhang, Jäger & Liu, 2023
- Pseudopoda applanata Zhang, Jäger & Liu, 2023
- Pseudopoda arcuata Zhang, J. Liu & Hu, 2024
- Pseudopoda arta Zhang, Jäger & Liu, 2023
- Pseudopoda ashcharya Jäger & Kulkarni, 2016
- Pseudopoda auricularis Zhang, Jäger & Liu, 2023
- Pseudopoda ausobskyi Jäger, 2001
- Pseudopoda bachmaensis Zhang, Jäger & Liu, 2023
- Pseudopoda bacilliformis Zhang, Jäger & Liu, 2023
- Pseudopoda baimai Jäger & Liu, 2024
- Pseudopoda bangaga Jäger, 2015
- Pseudopoda baoshanensis Zhang, Jäger & Liu, 2023
- Pseudopoda bazhongensis Zhang, Jäger & Liu, 2023
- Pseudopoda beibeiensis Zhang, Jäger & Liu, 2023
- Pseudopoda biapicata Jäger, 2001
- Pseudopoda bibulba (Xu & Yin, 2000)
- Pseudopoda bicruris Quan, Zhong & Liu, 2014
- Pseudopoda bifaria Zhang, Jäger & Liu, 2023
- Pseudopoda bifurcuta B. S. Zhang, Fu & F. Zhang, 2015
- Pseudopoda birmanica Jäger, 2001
- Pseudopoda brauni Jäger, 2001
- Pseudopoda breviducta B. S. Zhang, F. Zhang & Z. S. Zhang, 2013
- Pseudopoda byssina Zhang, Jäger & Liu, 2023
- Pseudopoda campylotropa H. Zhang, Chen, Liu, Jäger & Hu, 2025
- Pseudopoda cangschana Jäger & Vedel, 2007
- Pseudopoda caoguii H. Zhang, Chen, Liu, Jäger & Hu, 2025
- Pseudopoda caoi Zhang, Jäger & Liu, 2023
- Pseudopoda casaria (Simon, 1897)
- Pseudopoda caudata Zhang, Jäger & Liu, 2023
- Pseudopoda chauki Jäger, 2001
- Pseudopoda chayuensis Zhao & Li, 2018
- Pseudopoda cheppe Caleb, 2018
- Pseudopoda chiangmaiensis Zhang, Jäger & Liu, 2023
- Pseudopoda chishuiensis Zhang, Jäger & Liu, 2023
- Pseudopoda chulingensis Jäger, 2001
- Pseudopoda chuxiongensis Zhang, Jäger & Liu, 2023
- Pseudopoda coenobium Jäger, Li & Krehenwinkel, 2015
- Pseudopoda colossa Zhang, Jäger & Liu, 2023
- Pseudopoda colubrina Zhao & Li, 2018
- Pseudopoda columnacea Zhang, Jäger & Liu, 2023
- Pseudopoda complanata Zhang, Jäger & Liu, 2023
- Pseudopoda conaensis Zhao & Li, 2018
- Pseudopoda confusa Jäger, Pathoumthong & Vedel, 2006
- Pseudopoda conica Zhang, Jäger & Liu, 2023
- Pseudopoda contentio Jäger & Vedel, 2007
- Pseudopoda contraria Jäger & Vedel, 2007
- Pseudopoda cuneata Jäger, 2001
- Pseudopoda curva Zhang, Jäger & Liu, 2023
- Pseudopoda daguanensis Zhang, Jäger & Liu, 2023
- Pseudopoda daiyunensis Zhang, Jäger & Liu, 2023
- Pseudopoda daliensis Jäger & Vedel, 2007
- Pseudopoda dama Jäger, 2001
- Pseudopoda damana Jäger, 2001
- Pseudopoda dao Jäger, 2001
- Pseudopoda datangensis Zhang, Jäger & Liu, 2023
- Pseudopoda daweiensis Zhang, Jäger & Liu, 2023
- Pseudopoda daxing Zhao & Li, 2018
- Pseudopoda deformis Gong & Zhong, 2023
- Pseudopoda dengi Zhang, Jäger & Liu, 2023
- Pseudopoda dhulensis Jäger, 2001
- Pseudopoda digitaliformis Zhang, Jäger & Liu, 2023
- Pseudopoda digitata Jäger & Vedel, 2007
- Pseudopoda diversipunctata Jäger, 2001
- Pseudopoda drepanoides Zhang, Jäger & Liu, 2023
- Pseudopoda emei F. Zhang, B. S. Zhang & Z. S. Zhang, 2013
- Pseudopoda everesta Jäger, 2001
- Pseudopoda exigua (Fox, 1938)
- Pseudopoda exiguoides (Song & Zhu, 1999)
- Pseudopoda explanata Zhang, Jäger & Liu, 2023
- Pseudopoda fabularis Jäger, 2008
- Pseudopoda falcata Zhang, Jäger & Liu, 2023
- Pseudopoda fengtongzhaiensis Jäger & Liu, 2024
- Pseudopoda fissa Jäger & Vedel, 2005
- Pseudopoda flabelliformis Zhang, Jäger & Liu, 2023
- Pseudopoda flexa Zhang, Jäger & Liu, 2023
- Pseudopoda foliiculiaris Zhang, Jäger & Liu, 2023
- Pseudopoda gemina Jäger, Pathoumthong & Vedel, 2006
- Pseudopoda gexiao Zhao & Li, 2018
- Pseudopoda gibberosa B. S. Zhang, F. Zhang & Z. S. Zhang, 2013
- Pseudopoda gogona Jäger, 2001
- Pseudopoda gongschana Jäger & Vedel, 2007
- Pseudopoda gracilenta Zhang, Jäger & Liu, 2023
- Pseudopoda grahami (Fox, 1936)
- Pseudopoda grandis Zhang, Jäger & Liu, 2023
- Pseudopoda grasshoffi Jäger, 2001
- Pseudopoda guanmenshan Wen, Li & Zhong, 2024
- Pseudopoda guanshanensis Hu, Zhang & Liu, 2025
- Pseudopoda heteropodoides Jäger, 2001
- Pseudopoda hingstoni Jäger, 2001
- Pseudopoda hirsuta Jäger, 2001
- Pseudopoda hongqi Deng, Zhong, Irfan & Wang, 2023
- Pseudopoda huangensis Zhang, Jäger & Liu, 2023
- Pseudopoda huanglianensis Zhang, Jäger & Liu, 2023
- Pseudopoda huberi Jäger, 2015
- Pseudopoda huberti Jäger, 2001
- Pseudopoda hupingensis Zhang, Jäger & Liu, 2023
- Pseudopoda hyatti Jäger, 2001
- Pseudopoda imparilis Zhang, Jäger & Liu, 2023
- Pseudopoda intermedia Jäger, 2001
- Pseudopoda interposita Jäger & Vedel, 2007
- Pseudopoda inthanonensis Jäger & Liu, 2024
- Pseudopoda jiangi Zhang, Jäger & Liu, 2023
- Pseudopoda jirensis Jäger, 2001
- Pseudopoda jiugongensis Zhang, Jäger & Liu, 2023
- Pseudopoda kalinchoka Jäger, 2001
- Pseudopoda kasariana Jäger & Ono, 2002
- Pseudopoda kavanaughi Zhang, Jäger & Liu, 2023
- Pseudopoda kenmun Tanikawa, 2022
- Pseudopoda khimtensis Jäger, 2001
- Pseudopoda kongdangensis Zhang, Jäger & Liu, 2023
- Pseudopoda kullmanni Jäger, 2001
- Pseudopoda kunmingensis Sun & Zhang, 2012
- Pseudopoda lacrimosa F. Zhang, B. S. Zhang & Z. S. Zhang, 2013
- Pseudopoda langyaensis Zhang, Jäger & Liu, 2023
- Pseudopoda latembola Jäger, 2001
- Pseudopoda leigongshan B. S. Zhang, Fu & F. Zhang, 2015
- Pseudopoda liui Zhang, Jäger & Liu, 2023
- Pseudopoda longa Zhang, Jäger & Liu, 2023
- Pseudopoda longcanggouensis Zhang, Jäger & Liu, 2023
- Pseudopoda longiuscula Zhang, Jäger & Liu, 2023
- Pseudopoda longtanensis Zhang, Jäger & Liu, 2023
- Pseudopoda longxiensis Zhang, Jäger & Liu, 2023
- Pseudopoda luechunensis Zhang, Jäger & Liu, 2023
- Pseudopoda lushanensis (Wang, 1990)
- Pseudopoda lutea (Thorell, 1895)
- Pseudopoda maeklongensis Zhao & Li, 2018
- Pseudopoda mamillaris Zhang, Jäger & Liu, 2023
- Pseudopoda mamilliformis Zhang, Jäger & Liu, 2023
- Pseudopoda marmorea Jäger, 2001
- Pseudopoda marsupia (Wang, 1991)
- Pseudopoda martensi Jäger, 2001
- Pseudopoda martinae Jäger, 2001
- Pseudopoda martinschuberti Jäger, 2015
- Pseudopoda mediana Quan, Zhong & Liu, 2014
- Pseudopoda medogensis Zhao & Li, 2018
- Pseudopoda megalopora Jäger, 2001
- Pseudopoda mengsongensis Zhang, Jäger & Liu, 2023
- Pseudopoda mingshengi Yang & Zhang, 2022
- Pseudopoda minor Jäger, 2001
- Pseudopoda mojiangensis Zhang, Jäger & Liu, 2023
- Pseudopoda monticola Jäger, 2001
- Pseudopoda namkhan Jäger, Pathoumthong & Vedel, 2006
- Pseudopoda nandaensis Zhang, Jäger & Liu, 2023
- Pseudopoda nankunensis Zhang, Jäger & Liu, 2023
- Pseudopoda nanlingensis Zhang, Jäger & Liu, 2023
- Pseudopoda nanyueensis Tang & Yin, 2000
- Pseudopoda nayongensis Zhang, Jäger & Liu, 2023
- Pseudopoda nematodes Zhang, Jäger & Liu, 2023
- Pseudopoda nujiangensis Zhang, Jäger & Liu, 2023
- Pseudopoda nyingchiensis Zhao & Li, 2018
- Pseudopoda obtusa Jäger & Vedel, 2007
- Pseudopoda ohne Logunov & Jäger, 2015
- Pseudopoda olivea Zhang, Jäger & Liu, 2023
- Pseudopoda oliviformis Zhang, Jäger & Liu, 2023
- Pseudopoda ornithorhynchus H. Zhang, Chen, Liu, Jäger & Hu, 2025
- Pseudopoda pantianensis Zhang, Jäger & Liu, 2023
- Pseudopoda papilionacea Zhang, Jäger & Liu, 2023
- Pseudopoda parvipunctata Jäger, 2001
- Pseudopoda peronata Zhang, Jäger & Liu, 2017
- Pseudopoda perplexa Jäger, 2008
- Pseudopoda physematosa Zhang, Jäger & Liu, 2019
- Pseudopoda pingu Jäger, 2015
- Pseudopoda platembola Jäger, 2001
- Pseudopoda prompta (O. Pickard-Cambridge, 1885)
- Pseudopoda putaoensis Zhao & Li, 2018
- Pseudopoda qingxiensis Zhang, Jäger & Liu, 2023
- Pseudopoda qizimeishanensis Zhang, J. Liu & Hu, 2024
- Pseudopoda recta Jäger & Ono, 2001
- Pseudopoda rhopalocera Yang, Y. Q. Chen, Y. L. Chen & Zhang, 2009
- Pseudopoda rivicola Jäger & Vedel, 2007
- Pseudopoda robusta F. Zhang, B. S. Zhang & Z. S. Zhang, 2013
- Pseudopoda roganda Jäger & Vedel, 2007
- Pseudopoda rufosulphurea Jäger, 2001
- Pseudopoda sacciformis Zhang, Jäger & Liu, 2023
- Pseudopoda saetosa Jäger & Vedel, 2007
- Pseudopoda sangzhiensis Zhang, Jäger & Liu, 2023
- Pseudopoda schawalleri Jäger, 2001
- Pseudopoda schwendingeri Jäger, 2001
- Pseudopoda semiannulata B. S. Zhang, F. Zhang & Z. S. Zhang, 2013
- Pseudopoda semilunata Zhang, Jäger & Liu, 2019
- Pseudopoda serrata Jäger & Ono, 2001
- Pseudopoda shacunensis Zhao & Li, 2018
- Pseudopoda shillongensis (Sethi & Tikader, 1988)
- Pseudopoda shimenensis Zhang, Jäger & Liu, 2023
- Pseudopoda shuo Zhao & Li, 2018
- Pseudopoda shuqiangi Jäger & Vedel, 2007
- Pseudopoda shuyue Deng, Zhong, Irfan & Wang, 2023
- Pseudopoda sicca Jäger, 2008
- Pseudopoda sicyoidea Zhang, Jäger & Liu, 2017
- Pseudopoda signata Jäger, 2001
- Pseudopoda sinapophysis Jäger & Vedel, 2007
- Pseudopoda sinopodoides Jäger, 2001
- Pseudopoda songi Jäger, 2008
- Pseudopoda spatiosa Zhang, Jäger & Liu, 2023
- Pseudopoda spiculata (Wang, 1990)
- Pseudopoda spiralis Zhang, Jäger & Liu, 2023
- Pseudopoda spirembolus Jäger & Ono, 2002
- Pseudopoda straminiosa (Kundu, Biswas & Raychaudhuri, 1999)
- Pseudopoda strombuliformis Zhang, Jäger & Liu, 2023
- Pseudopoda stylaris Zhang, Jäger & Liu, 2023
- Pseudopoda subbirmanica Zhao & Li, 2018
- Pseudopoda subtilis Zhang, Jäger & Liu, 2023
- Pseudopoda tadungensis Zhang, Hoang & Lei, 2025
- Pseudopoda taibaischana Jäger, 2001
- Pseudopoda taipingensis Zhang, Jäger & Liu, 2023
- Pseudopoda taoi Zhang, Jäger & Liu, 2023
- Pseudopoda taoyuanensis Zhang, Jäger & Liu, 2023
- Pseudopoda tatsumii Tanikawa, 2022
- Pseudopoda thorelli Jäger, 2001
- Pseudopoda tianpingensis Zhang, Jäger & Liu, 2023
- Pseudopoda tiantangensis Quan, Zhong & Liu, 2014
- Pseudopoda tinjura Jäger, 2001
- Pseudopoda titan Zhao & Li, 2018
- Pseudopoda tji Jäger, 2015
- Pseudopoda tokunoshimana Tanikawa, 2022
- Pseudopoda triangula B. S. Zhang, F. Zhang & Z. S. Zhang, 2013
- Pseudopoda triapicata Jäger, 2001
- Pseudopoda tricuspidata R. Zhang, B. S. Zhang & F. Zhang, 2023
- Pseudopoda trigonia Zhang, Jäger & Liu, 2023
- Pseudopoda trinacriformis Zhang, Jäger & Liu, 2023
- Pseudopoda trisuliensis Jäger, 2001
- Pseudopoda uncata Yang & Zhang, 2022
- Pseudopoda varia Jäger, 2001
- Pseudopoda virgata (Fox, 1936)
- Pseudopoda wamwo Jäger, 2015
- Pseudopoda wang Jäger & Praxaysombath, 2009
- Pseudopoda waoensis Zhang, Jäger & Liu, 2023
- Pseudopoda weimiani Zhang, J. Liu & Hu, 2024
- Pseudopoda wenchuanensis Zhang, Jäger & Liu, 2023
- Pseudopoda wu Jäger, Li & Krehenwinkel, 2015
- Pseudopoda wui Zhang, Jäger & Liu, 2023
- Pseudopoda wulaoensis Zhang, Jäger & Liu, 2023
- Pseudopoda wuxi Deng, Zhong, Irfan & Wang, 2023
- Pseudopoda xia Zhao & Li, 2018
- Pseudopoda xiaozhua J. Zhang, H. Yu & Y. Zhong, 2025
- Pseudopoda yangae J. Zhang, H. Zhang & Y. Zhong, 2025
- Pseudopoda yangensis Zhang, Jäger & Liu, 2023
- Pseudopoda yangmingensis Zhang, Jäger & Liu, 2023
- Pseudopoda yangtaiensis Zhang, Jäger & Liu, 2023
- Pseudopoda yejiachangensis H. Zhang, Chen, Liu, Jäger & Hu, 2025
- Pseudopoda yilanensis Zhang, Jäger & Liu, 2023
- Pseudopoda yinae Jäger & Vedel, 2007
- Pseudopoda ying J. Zhang, H. Zhang & Y. Zhong, 2025
- Pseudopoda yingjingensis Zhang, Jäger & Liu, 2023
- Pseudopoda yintiaoling Deng, Zhong, Irfan & Wang, 2023
- Pseudopoda yuanjiangensis Zhao & Li, 2018
- Pseudopoda yunfengensis Zhang, Jäger & Liu, 2023
- Pseudopoda yunnanensis (Yang & Hu, 2001)
- Pseudopoda zhangi Fu & Zhu, 2008
- Pseudopoda zhangmuensis (Hu & Li, 1987)
- Pseudopoda zhaoae Zhang, Jäger & Liu, 2023
- Pseudopoda zhejiangensis (Zhang & Kim, 1996)
- Pseudopoda zhengi Zhang, Jäger & Liu, 2023
- Pseudopoda zhenkangensis Yang, Y. Q. Chen, Y. L. Chen & Zhang, 2009
- Pseudopoda zixiensis Zhao & Li, 2018
- Pseudopoda zuoi Zhang, Jäger & Liu, 2023

## Systématique et taxinomie
Ce genre a été décrit par Jäger en 2000 dans les Sparassidae.

## Publication originale
- Jäger, 2000 : « Two new heteropodine genera from southern continental Asia (Araneae: Sparassidae). » Acta Arachnologica, vol. 49, no 1, p. 61-71 (texte intégral).